# إساو كانييندا
إساو بوكسر كانييندا (بالإنجليزية: Esau Boxer Kanyenda)‏ (مواليد 27 سبتمبر 1982 في ديدزا) لاعب كرة قدم ملاوي دولي يجيد اللعب في خط الهجوم . يلعب حاليا لصالح نادي روتور فولغوغراد الروسي منذ 2010 .

## روابط خارجية
- إساو كانييندا على موقع الاتحاد الدولي (مؤرشف)  (الإنجليزية)
- إساو كانييندا على موقع قاعدة بيانات كرة القدم.إي يو (الإنجليزية)
- إساو كانييندا على موقع ناشيونال فوتبول تيمز (الإنجليزية)
- إساو كانييندا على موقع Soccerway.com (الإنجليزية)